# Pararge burmana
Pararge burmana är en fjärilsart som beskrevs av Robert Christopher Tytler 1939. Pararge burmana ingår i släktet Pararge och familjen praktfjärilar. Inga underarter finns listade i Catalogue of Life.